# 勇者パーティーを追放された白魔導師、Sランク冒険者に拾われる 〜この白魔導師が規格外すぎる〜
『勇者パーティーを追放された白魔導師、Sランク冒険者に拾われる 〜この白魔導師が規格外すぎる〜』（ゆうしゃパーティーをついほうされたしろまどうし エスランクぼうけんしゃにひろわれる このしろまとうしがきかくがいすぎる）は、水月穹による日本のライトノベル。「小説家になろう」にて2020年2月19日より連載中。2020年11月よりMノベルス（双葉社）にて書籍化されている。イラストはDeeCHAが担当。連載と書籍・漫画では世界観は共有されているものの、2章以降の内容や登場人物が異なっている。略称は「追放白魔導師」。
メディアミックスとして、椋野わさびによるコミカライズが『マンガがうがう』、『がうがうモンスター』→『がうがうモンスター＋』（同社）にて、2021年1月22日から連載されている。また、テレビアニメが2025年7月よりTOKYO MXほかにて放送中。

## 登場人物
声の項はテレビアニメの声優。

### Sランクパーティー
ロイド
声 - 梶原岳人、幼少期（声 - 小市眞琴）
本作の主人公。支援魔法を使用する白魔導師。
イシュタルの街を襲った魔物を倒したことから「英雄」と呼ばれるようになる。
ユイ
声 - 日高里菜
16歳。ヒロイン。女剣士で、Sランク冒険者パーティーのリーダー。マーリンのファン。
白魔導師を探してるところ、街のマーリン像でロイドに出会う。アニメでは冒険者ギルドの受付で出会う。
シリカ
声 - 白石晴香
魔術師。
クロス
声 - 廣瀬大介
弓使い。
ダッガス
声 - 梅原裕一郎
パーティーの壁となり、巨大な盾を使用する。

### 勇者パーティー
アレン
声 - 木村良平
勇者。ロイドを追放する。
ロイドが抜けた事で、依頼失敗が続き、緊急依頼を蹴ったことで、勇者の称号は剝奪された。その後、聖教国に保管されてる聖剣を盗み監獄に監禁されてるブラットと手を組み自身を見切った聖教国に復讐する計画を立てる。
ルル
声 - 七瀬彩夏
弓使い。勇者のパーティに所属している。
シーナ
声 - 大木咲絵子
聖女。聖教国出身。アレンのことを慕っている。
ミイヤ
声 - 真野美月
魔術師。アレンの幼なじみ。アレンのことを慕っている。
好きだったアレンが鍛錬しなくなりロイドが抜けてから変わってしまったことで、「今のアレンは私の好きだったアレンじゃない」と泣きながら勇者パーティーを抜けた。
リナ
声 - 石川由依
盾使い。ロイドと同じパーティのメンバーだった貴族の娘。
アレンたちと同様、ロイドを見損なう。ロイドが抜けた後、ゴーレム退治するが、ウルフに左手を食いちぎられ、シーナの回復魔法でも直せないほど重症を負い撤退を余儀なくするが、今までがロイドの支援のおかけだと気づき、魔物の集団からイシュタルの街を率先して救い、ロイドに謝罪した。
その後、ロイド達と会うことはなかったが、冒険者強化合宿で再会する。強化合宿中ではロイド、ユイ、フィア、シノとチームを組む。
アニメは鍛錬をしない横暴なアレンに不満を持っており、薄々ロイドの支援能力に気づいてたようで、ギルドで問題を起こしたアレンに見切りをつけ勇者パーティーを抜けロイドとSランクパーティーと一緒に街を救った。ゴーレム退治はロイドが抜ける前に変更になってるため左手は失ってない。

### マーリンの関係者
マーリン
声 - 井上麻里奈
ロイドの育ての親で大の酒好き。美容に目がなく、美容関係の魔法を研究している。
ウィル
声 - 増田俊樹
錬金術師。ロイドやSランクパーティーの情報をマーリンやリリィに伝えてる。謎めいた存在で、神出鬼没。
リリィ
声 - 金元寿子
剣鬼の異名を持つ元聖騎士。聖教国の聖騎士学校の卒業生で、現聖騎士長を打ち負かし主席の座を奪い取った実力者だが、昔話されると恥ずかくなる。ユイに稽古を付けたユイの師匠的な存在。
トール
声 - 逢坂良太
マーリンの古い友人。

### 冒険者ギルド職員
ウルゴ
声 - 前田弘喜
イシュタルの街の冒険者ギルドの支部長。
ブレイブ
冒険者ギルドの総ギルド長。魔族の襲撃で、冒険者の強さが低下してることを懸念し冒険者強化合宿を開催する。
ジェシカ
冒険者強化合宿の補佐役。闇属性魔法が得意。

### 冒険者
クルム
声 - 夏目真妃
シルビィの姉。白魔導師。Sランクパーティーの元メンバー。冒険者活動とシルビィの看病の疲労から体調を崩すようになり、仲間に迷惑かけたくないため自身からメンバー脱退した。シルビィを救ってくれたロイドにSランクパーティーを託した。
妹が回復した後、家を売り払い冒険の依頼をこなしながら妹と一緒に旅をしていて、フューレン王国でロイドに再会する。後に妹と一緒に冒険者強化合宿に参加し、強化合宿中ではシリカ、クロス、ダッガスとチームを組む。
シルビィ
声 - 仁科とわ
クルムの妹。冒険者。魔石採集依頼中に高純度の魔石に体を傷けてしまい、体が魔石化が進んでしまったが、ロイドの治療魔法で、救われる。
漫画は魔物の集団からイシュタルの街を救った後にユイとロイドが久しぶりにクルムの家に向かうが、アニメは序盤に変更になってる。
シノ
レティシアの姉。大黒魔導士の異名を持つ黒魔導士のSランク冒険者。
ダンジョン攻略中、単独でテスタ達と別れロイド、ユイ、リョウエンとチームを組む。
フィア
キクノ村の出身の少女。ダンジョン攻略で弟のイアンを亡くしてる。ガディロンに襲われ右腕を食いちぎられてしまう。失った右腕に魔族のジフェルに寄生モンスターを寄生されてされてしまい右腕が魔物化してしまい、魔族に操られてしまう。圧倒的な力でロイド達を追い詰めるが、フィアの体力と魔力を寄生モンスターに吸収されてたためフィアの体は限界を超え瀕死状態になるもロイドの回復魔法で一命を取り留めた。
回復後、右腕を魔物化のコントロールができるようになり、自身を救ってくれたロイドに恋心を抱くようになり冒険者強化合宿に参加する。
ジュリア
魔法剣士。Aランク冒険者。
ツイ
弓使い。Aランク冒険者。
ゴンズ
盾使い。老紳士のSランク冒険者。
ディビス・エマーソン
貴族のAランク冒険者。Sランク冒険者を見下してる。
ガリアレッド
輸送部隊隊長。カナリアとジュリアの上司。
カナリア
宮廷魔道師。プライドが高く自分勝手。
ジュリア
護衛兼メイド。百合的な一面がありイレーナの戦いを見てときめいてしまいイレーナを困らせた。
デイル
チームのリーダー。
セレン
デイルの仲間。魔術師。厳しい性格で、使えない前任者を追放した。

### フォレス帝国（帝都クロイツ）
クレア・リゼルスト
声 - M・A・O
帝国の第二皇女。セリオンの幼馴染。
セリオン
声 - 柴崎哲志
クレアの幼馴染。勇者の一人で、氷晶の勇者。氷属性魔法が得意。一匹狼。グリストと互角に渡り合うほどの実力者。
喧嘩早く口は悪いが、妹を救ってくれたロイドを信頼している。
魔族のグリストが攫った妹のクレアの行方を捜していた。グリストに窮地に立たされたSランクパーティーに会い、ロイドがセリオンにかけた支援魔法の実力を知り、滅多に他人と手を組まないセリオンはロイドと手を組みグリストを追い詰めた。
イレーナとはライバル的な存在で、クレアに護衛に相応しいかイレーナに決闘申し込むが引分けた。
アラクネ→イレーナ
クレアの専属護衛で、専属メイド。妖精的な羽を出すことで空に飛ぶことができる。
ダンジョンの最下層に住む蜘蛛の女性モンスターで、人型形態に変化できる。
ロイドたちに敗れてからはフューレン王国まで捕縛され、クレアに保護されクレアの友人になる。クレアの魔法で人間に変わりクレアからイレーナに名付けられた。クレアをマスターと呼ぶようになる。人間に変わっても本質的な部分は変わらないので、蜘蛛型に変化はできる。
ルシカ
帝国軍五隊長の一人。弓将。
ムラサキ
帝国軍五隊長の一人。刀将。巫女姿。

### フューレン王国
グレハドール・バジレウス
王国の国王。魔族に暗殺される。
コール
バジレウスの息子。バジレウス国王亡き後、着任した新国王。
エリザリオ
王国騎士団の団長。バジレウス国王を守れなかった責任を取り辞職した。
リョウエン
声 - 大森日雅
古代魔法を研究する、王国の研究者。

### 聖教国
テスタ
勇者の一人で、破壊の勇者。最強の破壊魔法「黒風」が得意。
聖教国からシーナを奪った元勇者アレンを恨んでおり、元勇者パーティーのメンバーだったロイドを快く思ってなかったが、ダンジョン攻略でSランクパーティーと同行していくうちにロイドを信頼するようになる。
勇者セリオンとは過去の因縁で犬猿の仲。
ミリア
テスタのパーティーの一人。魔術師。Sランクパーティーからロイドの実力を聞くが、話を信用しなかった。
ブラット
聖教国の牢獄に監禁されてる聖騎士殺しの異名持つ元Sランク冒険者。本来は滅多に人殺しはしないが、数年前、聖騎士の上層部の汚職に気づいたブラットは暴露しようとしたが、汚職をしようとした聖騎士の口封じに利用された。アレンから聖剣を盗み聖教国を落とそうと提案され、アレンと手を組む。

### 魔導国
新魔王
即位した青年の魔王。四天王制度を廃止し新たに魔王七席を八足した。
ミシュル
声 - 佐藤せつじ
元魔王補佐。元魔王の右腕。
グリスト
声 - 楠大典
魔王軍四天王の一人。帝国軍五隊長の一人で、帝国では名前を偽リ、ウァイブを名乗っていた。
四天王制度廃止後、魔王七席の一人。
ダリタリオス
元四天王で、魔王軍魔皇第四席。水の魔人。最も人を殺した魔族。
ジフェル
リナの村を研究の目的で村を壊滅させた張本人。子供の姿した研究好きの魔族。見た目は子供だが、ロイドより年上。

### その他
アベル・ルーカース
イシュタルの街の領主。
声 - 野島裕史
レティシア
シノの妹。Sランク冒険者のユイに憧れてる。
ジュゴバ
キクノ村の村長。巨大な亀モンスターのガディロンからフューレン王国の食料被害から救うためモンスター討伐を兼ねて亀神祭を冒険者ギルドに依頼するが、魔族ジフェルの魔石による陰謀でガディロンに村が襲われてしまう。

## 既刊一覧

### 小説
- 水月穹（著）・DeeCHA（イラスト）『勇者パーティーを追放された白魔導師、Sランク冒険者に拾われる 〜この白魔導師が規格外すぎる〜』双葉社〈Mノベルス〉、既刊8巻（2025年6月30日現在）
  1. 2020年11月30日発売[3]、ISBN 978-4-575-24350-5
  2. 2021年5月28日発売[12]、ISBN 978-4-575-24408-3
  3. 2021年11月29日発売[13]、ISBN 978-4-575-24468-7
  4. 2022年7月29日発売[14]、ISBN 978-4-575-24548-6
  5. 2023年3月30日発売[15]、ISBN 978-4-575-24616-2
  6. 2024年2月29日発売[16] ※電子版のみ[16]
  7. 2024年11月29日発売[17] ※電子版のみ[17]
  8. 2025年6月30日発売[18] ※電子版のみ[18]

### 漫画
- 水月穹（原作）・椋野わさび（漫画）・DeeCHA（キャラクター原案）『勇者パーティーを追放された白魔導師、Sランク冒険者に拾われる 〜この白魔導師が規格外すぎる〜』双葉社〈モンスターコミックス〉、既刊9巻（2025年5月30日現在）
  1. 2021年5月28日発売[6][19]、ISBN 978-4-575-41240-6
  2. 2021年11月30日発売[20]、ISBN 978-4-575-41327-4
  3. 2022年5月30日発売[21]、ISBN 978-4-575-41427-1
  4. 2022年11月30日発売[22]、ISBN 978-4-575-41537-7
  5. 2023年5月30日発売[23]、ISBN 978-4-575-41656-5
  6. 2023年11月30日発売[24]、ISBN 978-4-575-41777-7
  7. 2024年5月30日発売[25]、ISBN 978-4-575-41896-5
  8. 2024年11月29日発売[26]、ISBN 978-4-575-42028-9
  9. 2025年5月30日発売[27]、ISBN 978-4-575-42158-3

## テレビアニメ
2024年7月にアニメ化が発表され、TOKYO MXほかにて2025年7月より放送中。原作者の水月穹によると、原作にない場面が追加されるなど、アニメでは内容がリメイクされているが、「原作で大切にしている要素はそのまま」である。
公式Xとハピネットの公式YouTubeチャンネルにて、ミニアニメが配信される。ミニアニメではデフォルメされた登場人物たちが本編とは異なる姿で描かれる。

### スタッフ
- 原作 - 水月穹・椋野わさび（双葉社 モンスターコミックス）[5]
- キャラクター原案 - DeeCHA[5]
- 監督 - 玉田博[5]
- シリーズ構成 - 稲荷明比古[5]
- キャラクターデザイン - 伊藤悠太[5]
- プロップデザイン - 小川浩
- 美術監督 - 荒井和浩
- 美術設定 - BARNSTORM DESIGN LABO
- 色彩設計 - 小鹿絵里
- 撮影監督 - 久保田淳
- 3DCGI - directrain
- 編集 - 榎田美咲
- 音響監督 - 郷田ほづみ[5]
- 音響効果 - 出雲範子
- 音響制作 - 神南スタジオ[5]
- 音楽 - 堤博明[5]、半田翼[5]
- 音楽制作 - ランティス[5]
- 音楽プロデューサー - 臼倉竜太郎、川島麻衣
- プロデューサー - 村上滋基、佐藤友紀、石井正記、本多光、柴山智歩、大森慎司、有山陽介
- アニメーションプロデューサー - 菊地悠太、佐々木健太
- アニメーション制作 - FelixFilm[5]
- 製作 - 追放された白魔導師の製作委員会（YTE、双葉社、ハピネット・メディアマーケティング、ドコモ・アニメストア、バンダイナムコミュージックライブ、JIN、BSフジ、神南スタジオ、レイ）

### 主題歌
「純情であれ。」
梶原岳人によるオープニングテーマ。作詞・作曲は梶原岳人、編曲はフワリ。
「光射す扉」
ChouChoによるエンディングテーマ。作詞・作曲はChouCho、編曲は村山☆潤。

### 各話リスト
| 話数   | サブタイトル               | 脚本       | 絵コンテ | 演出                 | 作画監督 | 総作画監督                     | 初放送日       |
| ------ | -------------------------- | ---------- | -------- | -------------------- | --- | ------------------------------ | -------------- |
| 第一話 | ロイド、追放される。       | 稲荷明比古 | 玉田博   | 玉田博               | 伊藤悠太 荻原みちる 佐藤人美 橋本穂高 広村百香 張鵬 石井ゆみこ                                                                      | 伊藤悠太                       | 2025年 7月11日 |
| 第ニ話 | ロイド、拾われる。         | 長瀬貴弘   | 辻初樹   | 白石道太             | 劉軍 章品林 谢奎 朱央 謝博傑 陽江鵬 秦自立 張鵬 小島裕佳 名村英敏 橋本穂高 伊藤悠太 市橋雄一 荻原みちる                             | 石井ゆみこ                     | 7月18日        |
| 第三話 | ロイド、旅立つ。           | 稲荷明比古 | 辻初樹   | 薮内悠               | 斉藤千比呂 熊谷香代子 酒井KEI 南伸一郎 申羅羅 星月動画 荻原みちる 市橋雄一 ラプラス・アニメーション                                 | 三島千枝 石井ゆみこ 森山剛史   | 7月25日        |
| 第四話 | ロイド、支援する。         | 長瀬貴弘   | にわ素彦 | にわ素彦             | 劉宇萌 蒋秋雨 伊藤悠太 荻原みちる 市橋雄一 名村英敏 小島裕佳 謝博傑 張鵬 RadPlus 李傑 朱央                                          | 三島千枝 坂本千代子 石井ゆみこ | 8月1日         |
| 第五話 | ロイド、救出する。         | 稲荷明比古 | 辻初樹   | 濱田翔               | 李傑 朱央 谢奎 章品林 名村英敏 新井智之 市橋雄一 荻原みちる 謝博傑 張鵬                                                             | 石井ゆみこ                     | 8月8日         |
| 第六話 | ロイド、解放する。         | 長瀬貴弘   | 辻初樹   | 真下市蔵             | 石井ゆみこ 名村英敏 小島裕佳 謝博傑 張鵬 市橋雄一 荻原みちる 橋本穂高                                                               | 石井ゆみこ                     | 8月15日        |
| 第七話 | ロイド、イシュタルを救う。 | 稲荷明比古 | 辻初樹   | 東大夢 山本辰 村上勉 | 超王 ワンオーダー RadPlus リバイバル studiocat エバーグリーン 坂本千代子 伊藤悠太 荻原みちる 橋本穂高 佐藤人美 中村進也 謝博傑 張鵬 | 石井ゆみこ                     |                |

### 放送局
| 放送期間        | 放送時間                     | 放送局     | 対象地域 | 備考                                        |
| --------------- | ---------------------------- | ---------- | -------- | ------------------------------------------- |
| 2025年7月11日 - | 金曜 0:30 - 1:00（木曜深夜） | BSフジ     | 日本全域 | 製作参加 / BS/BS4K放送 / 『アニメギルド』枠 |
|                 | 金曜 1:00 - 1:30（木曜深夜） | TOKYO MX   | 東京都   |                                             |
|                 | 金曜 1:30 - 2:00（木曜深夜） | サンテレビ | 兵庫県   |                                             |

| 配信開始日               | 配信時間                           | 配信サイト |
| ------------------------ | ---------------------------------- | --- |
| 2025年7月6日             | 日曜 0:00（土曜深夜） 更新         | dアニメストア ABEMA |
| 2025年7月6日以降順次配信 | 日曜 0:00（土曜深夜） 以降順次更新 | AnimeFesta DMM TV FOD HAPPY!動画 Hulu J:COM STREAM Lemino milplus Netflix Prime Video Rakuten TV TELASA U-NEXT アニメタイムズ アニメ放題 niconico バンダイチャンネル ムービーフルPlus |

### BD
| 巻  | 発売日             | 収録話         | 規格品番  |
| --- | ------------------ | -------------- | --------- |
| BOX | 2025年12月17日予定 | 第1話 - 第12話 | BIXA-1274 |

### ラジオ
2025年7月5日からラジオ番組が『『勇者パーティーを追放された白魔導師、Sランク冒険者に拾われる 〜この白魔導師が規格外すぎる〜』ユイとシリカのピックアップラジオ』のタイトルで、音泉やハピネットのアニメ公式YouTubeチャンネルなどにて配信されている。パーソナリティはユイ役の日高里菜とシリカ役の白石晴香。